# Улица Баумана (Екатеринбург)
У́лица Ба́умана — улица Екатеринбурга. Названа в честь революционера Н. Э. Баумана.
Идёт от Проспекта Космонавтов до улицы Таганской, дома № 1—51 (нечётная сторона) и № 2—58 (чётная сторона) — Орджоникидзевский район.

## История и архитектура
Вплоть до 1930-х годов на территории улицы был сосновый лес. В годы строительства (1932—1934) завода Уралэлектротяжмаш по улице была проложена узкоколейная железнодорожная ветка, которая от завода по ул. Старых Большевиков подходила на улицу Баумана и шла по ней до Донской ул. Постепенно начал застраиваться поселок при заводе, в том числе на ул. Баумана в конце 1930-х—1940-х сданы более 15 2-этажных домов из бруса (с 3-комнатными коммунальными квартирами) в квартале от Шефской ул. (в том числе № 37 и 39 — сданы в 1941) до Даниловской ул. Позже строятся 2-эт. шлакоблочные дома (в том числе № 8 и 10, сданы в 1945, № 33 и 35, в 1948, № 4-А, 30 (коридорной системы), 30-Б и 32, 1950), дома из бруса строятся реже (д. № 41, 1950).
С начала 1950-х улица начинает комплексно застраиваться 4-5-этажными «полнометражными» домами в стиле «советского неоклассицизма», создана красивая срединная аллея деревьев, в квартале между ул. Старых Большевиков и Шефской — большой сквер (узкоколейный путь снят) — всё это придало улице парадный вид, сделав её главной улицей жилого района. На пересечении с просп. Космонавтов строятся монументальные жилые дома № 1 (1957, в 1997 в нём открыт вестибюль станции метро), № 2 (1956, по проекту архитектора П. Д. Деминцева, с кинотеатром «Заря»), дом № 26 (1954, с башней) входит в оформление ансамбля Предзаводской площади. В 1952 сдан 4-этажный дом № 4-Б (в том числе с огромными 3-4-комнатными квартирами площадью 80-101 м²). В 1953 году были сданы дома № 2-А, 3 и 7, в 1954 — № 5, 22 и 24, в 1955 году — № 20, в 1956 году — № 15, в 1958 году — № 19, 21, 23 и 27, в 1959 году — № 17-А. В конце улицы строятся 3-этажные шлакоблочные дома № 45 (1960), 56 и 58 (1956). Открыта школа № 99 (дом 17А, 1953), детский сад, магазины, ателье (д. № 25).
Позднее на улице строятся 5-этажные жилые дома в «хрущевском стиле» (дома № 13 (1957), 16 (1960), на месте снесенных первых домов из бруса — дома № 47, 51 и 53-А (1966), 53-Б (1968). Два общежития на ул. Таганской, 6 и 8 перекрыли улицу в 1970, она стала завершаться улицей Таганской. В 1970-е продолжается снос 2-эт. деревянных домов в кварталах между ул. Шефской и Таганской, возводятся 9-этажные кирпичные дома № 42 (1982, с рестораном), 44 (1975), 46 (1974), 48 (1971), 49 (1976).
С тех пор улица практически полностью сохраняет свой вид, за исключением построенных во дворах 9—10-эт. домов № 29-Б (1986) и 31-А (1992).
В 1960-е годы пущено автобусное движение. В 1991 году в начале улицы открылась станция метро.

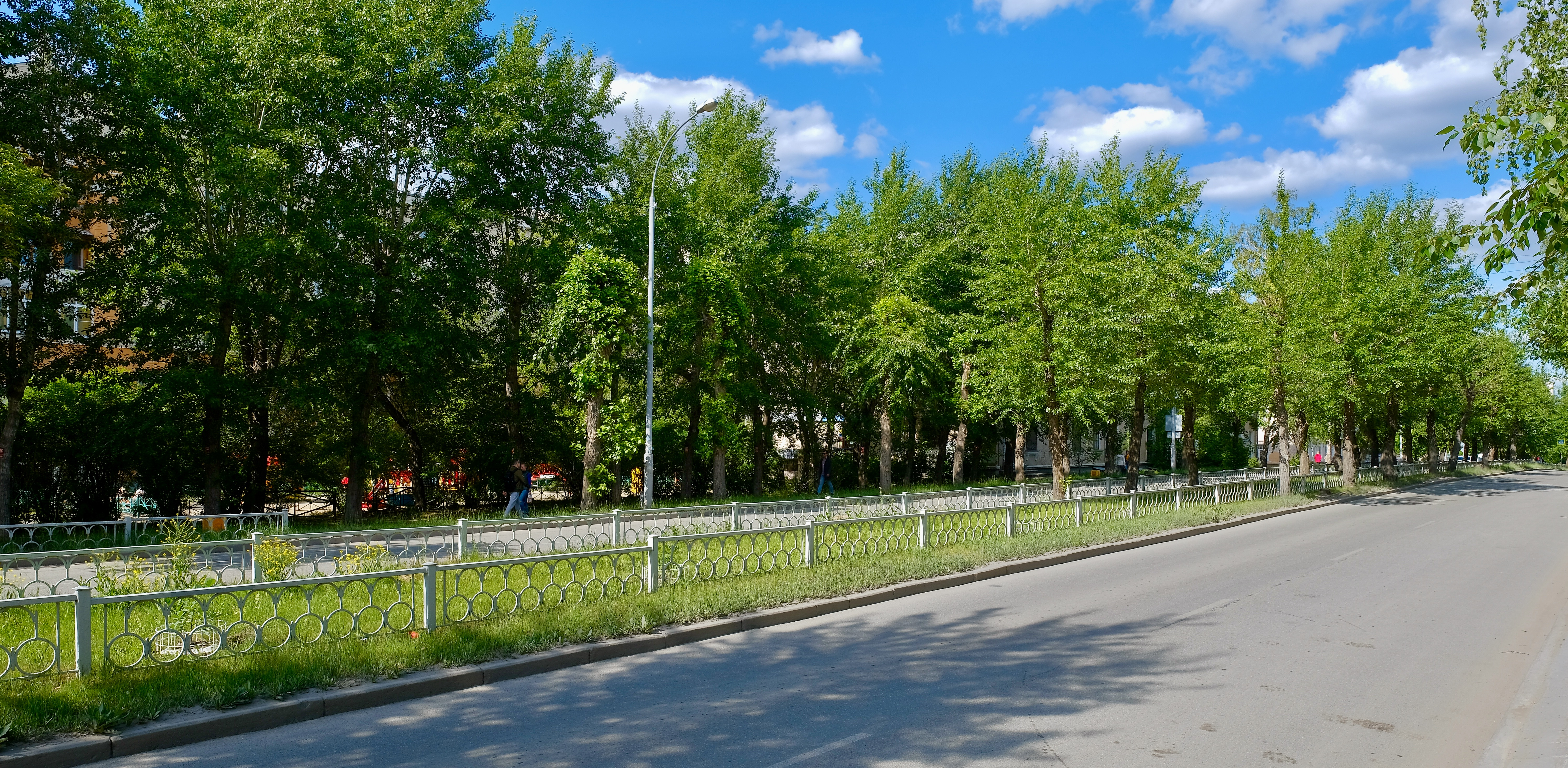
Вид на восток от проспекта Космонавтов
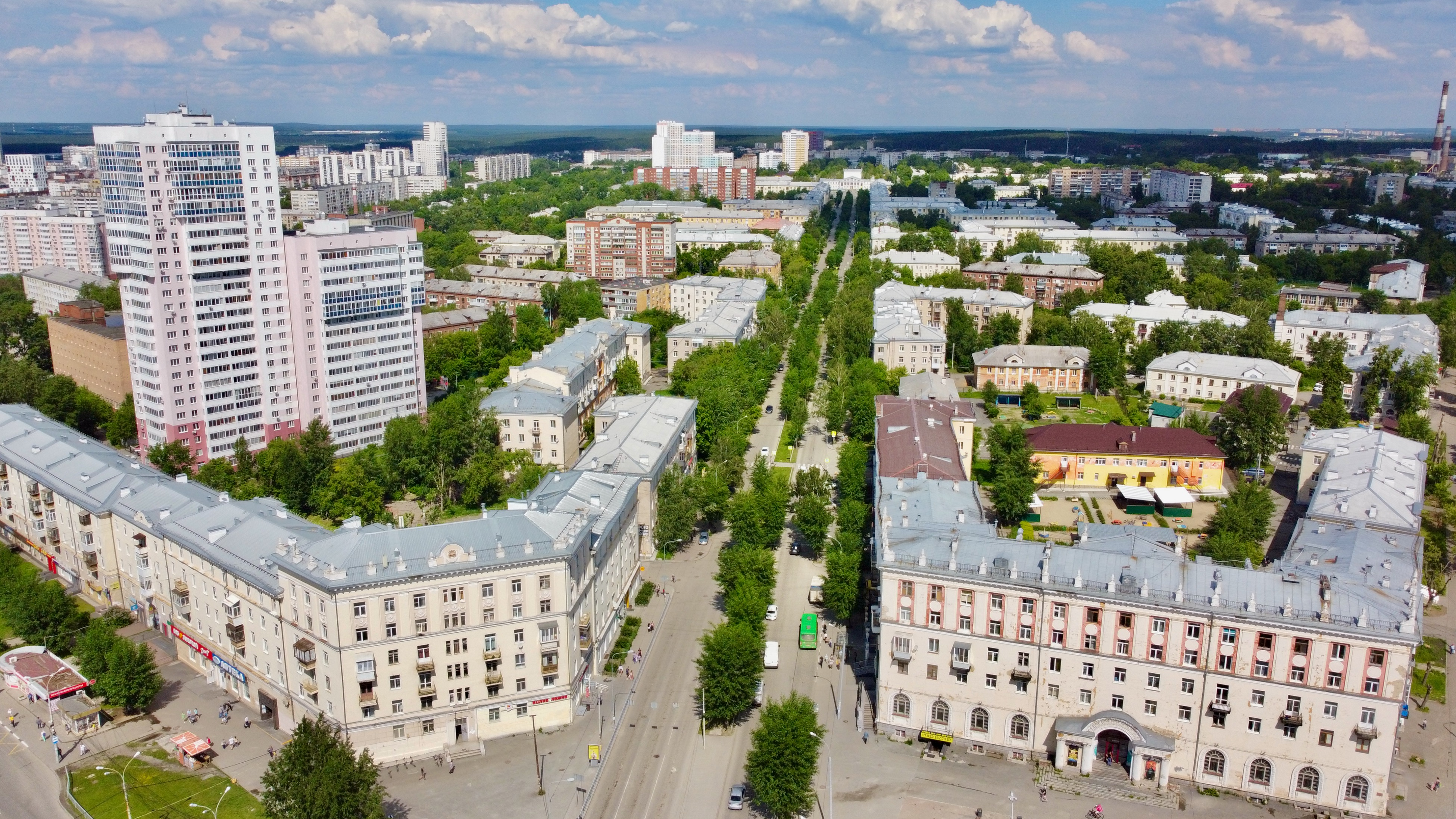
Вид с высоты на восток от проспекта Космонавтов
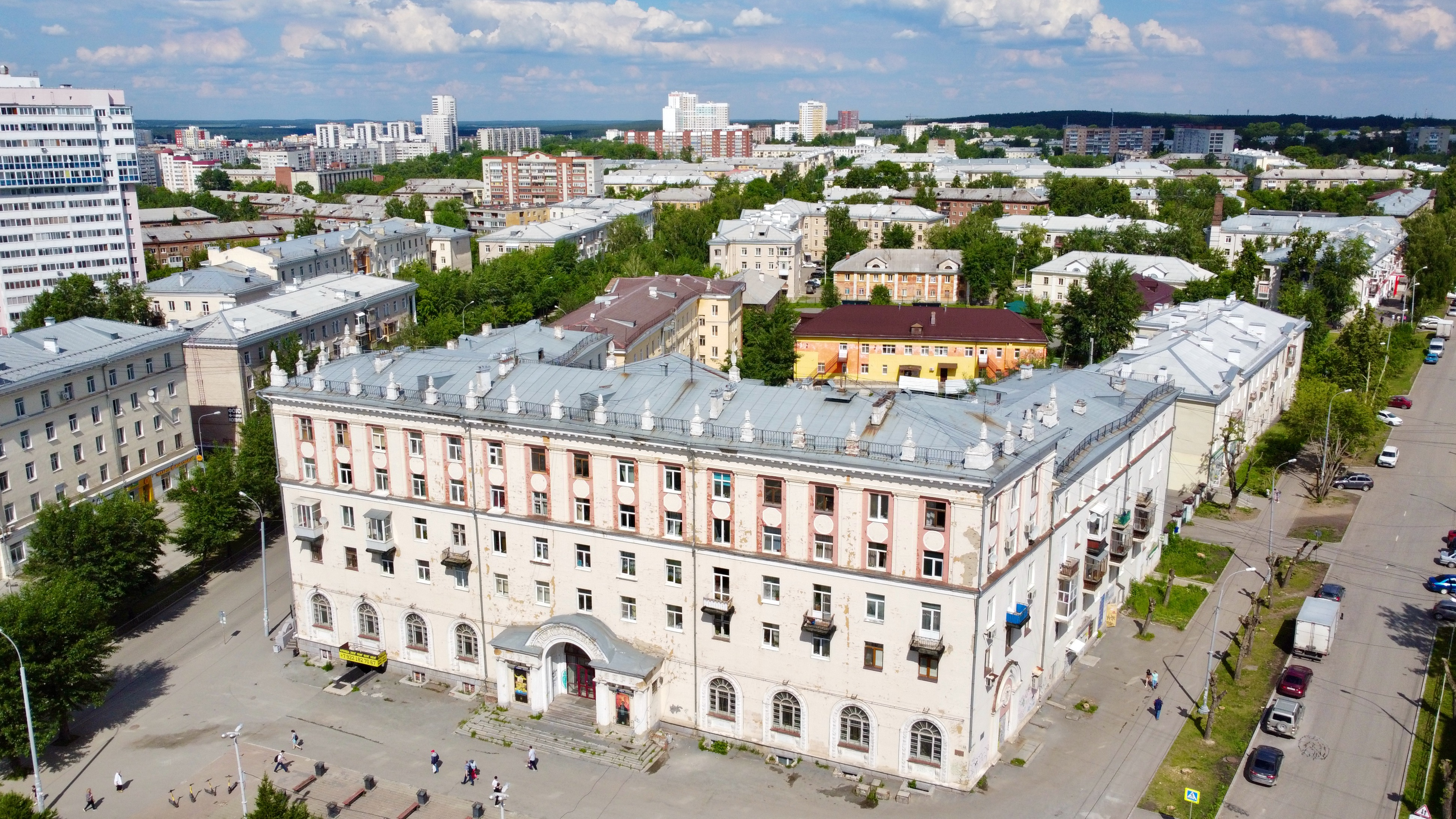
Кинотеатр «Заря», ул. Баумана, 2
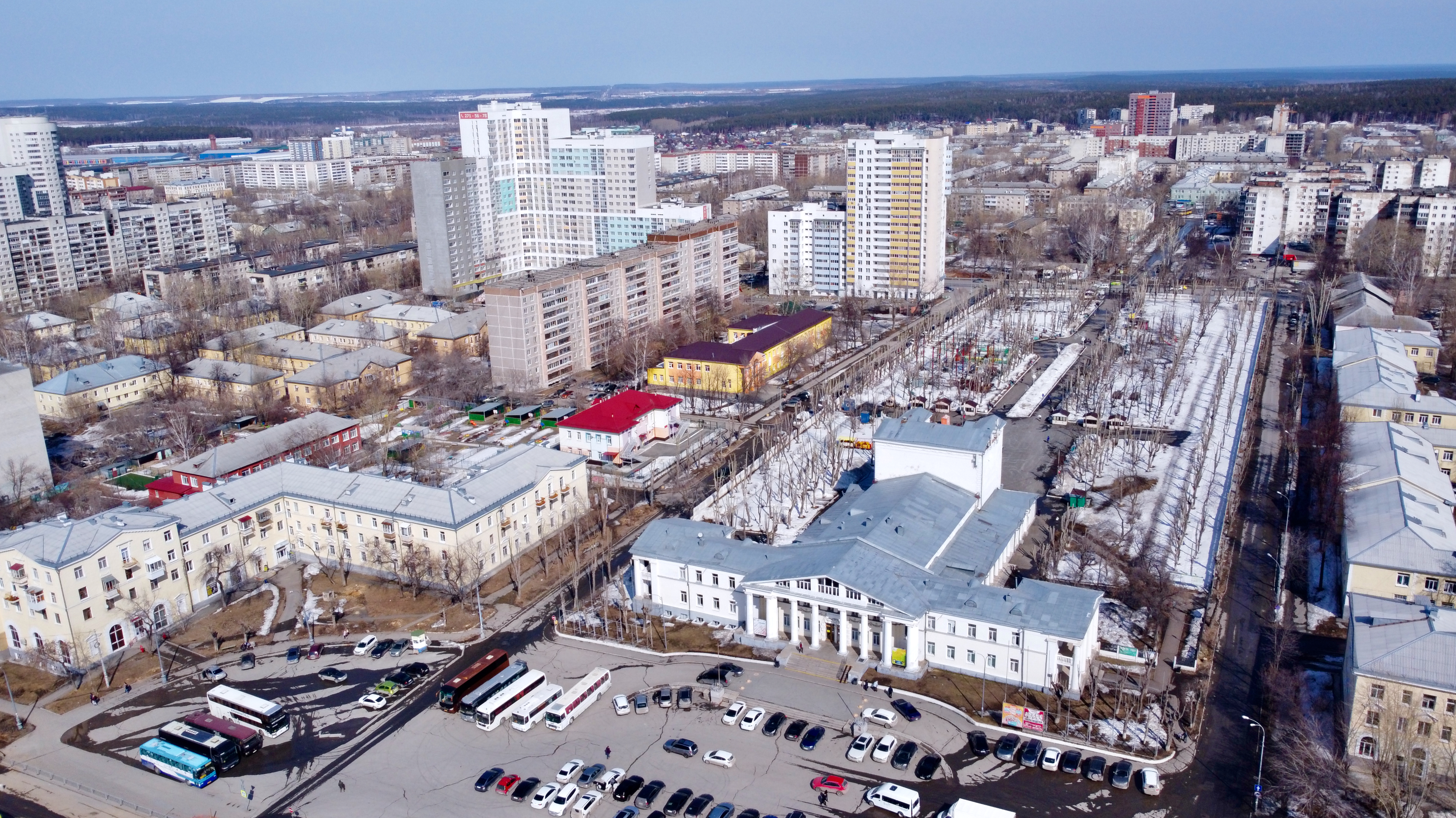
Улица огибает односторонними отрезками ДК УЭТМ и парк
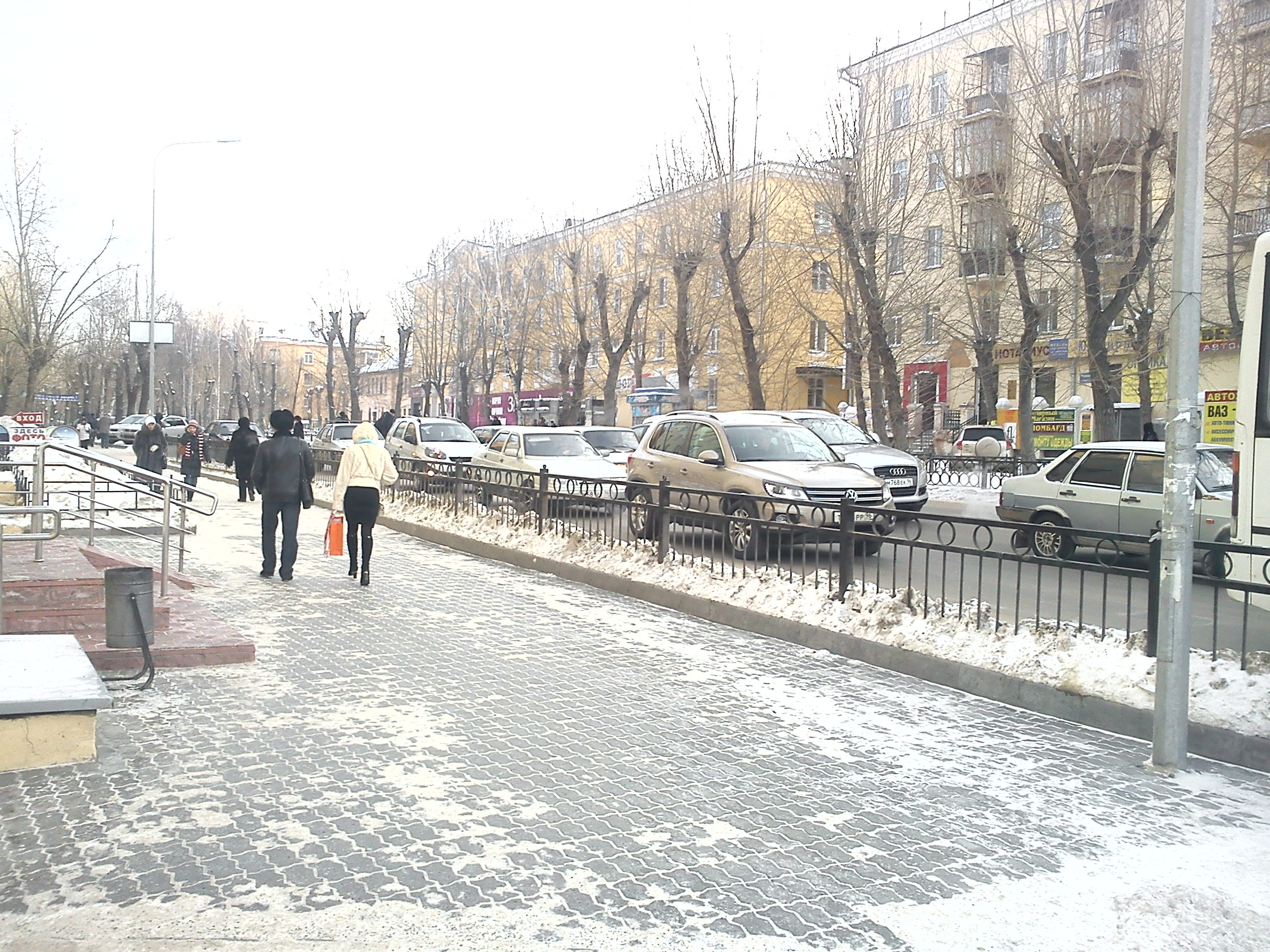
Улица зимой